# Wincenty Raszewski
Wincenty Raszewski herbu Grzymała – skarbnik lubelski w latach 1790–1793, asesor sejmiku województwa lubelskiego w 1792 roku.